# 8e British Academy Film Awards
De 8e British Academy Film Awards of BAFTA Awards werden uitgereikt in 1955 voor de films uit 1954. Dit jaar werden twee nieuwe categorieën toegevoegd: Beste Britse Scenario en Beste Animatiefilm.

## Winnaars en genomineerden

### Beste Film
Le salaire de la peur 
- The Caine Mutiny
- Carrington V.C.
- The Divided Heart
- Doctor in the House
- Executive Suite
- For Better, for Worse
- Hobson's Choice
- How to Marry a Millionaire
- Jigokumon
- The Maggie
- The Moon Is Blue
- On the Waterfront
- Pane, amore e fantasia
- The Purple Plain
- Rear Window
- Riot in Cell Block 11
- Robinson Crusoe
- Romeo and Juliet
- Seven Brides for Seven Brothers

### Beste Britse Film
Hobson's Choice 
- Carrington V.C.
- The Divided Heart
- Doctor in the House
- For Better, for Worse
- The Maggie
- The Purple Plain
- Romeo and Juliet

### Beste Buitenlandse Acteur
Marlon Brando in On the Waterfront 
- Jose Ferrer in The Caine Mutiny
- Fredric March in Executive Suite
- James Stewart in The Glenn Miller Story
- Neville Brand in Riot in Cell Block 11

### Beste Britse Acteur
Kenneth More in Doctor in the House 
- David Niven in Carrington V.C.
- John Mills in Hobson's Choice
- Robert Donat in Lease of Life
- Maurice Denham in The Purple Plain
- Donald Wolfit in Svengali

### Beste Britse Actrice
Yvonne Mitchell in The Divided Heart 
- Margaret Leighton in Carrington V.C.
- Noelle Middleton in Carrington V.C.
- Brenda De Banzie in Hobson's Choice
- Audrey Hepburn in Sabrina

### Beste Buitenlandse Actrice
Cornell Borchers in The Divided Heart 
- Judy Holliday in Phffft!
- Shirley Booth in About Mrs. Leslie
- Grace Kelly in Dial M for Murder
- Gina Lollobrigida in Pane, amore e fantasia

### Beste Britse Scenario
The Young Lovers - George Tabori en Robin Estridge 
- The Divided Heart - Jack Whittingham
- Doctor in the House - Nicholas Phipps
- Hobson's Choice - David Lean , Norman Spencer en Wynyard Browne
- The Maggie - William Rose
- Monsieur Ripois - Hugh Mills en Rene Clement
- The Purple Plain - Eric Ambler
- Romeo and Juliet - Renato Castellani

### Beste Documentaire
Det Stora Ädventyret  (Het Grote Avontuur)
- Thursday's Children
- 3-2-1-Zero
- Back of Beyond
- Lekko!

### Meestbelovende Nieuwkomer in een Film
David Kossoff in The Young Lovers 
- Maggie McNamara in The Moon Is Blue
- Eva Marie Saint in On the Waterfront

### Beste Animatiefilm
Arie Prerie  (Lied van de prairie)
- Power to Fly
- Little Brave Heart
- The Unicorn in the Garden

### VN Award
The Divided Heart 
- A Time Out of War

### Special Award
A Time Out of War 
- The Origin of Coal (Coal Mining as a Craft Pt.I)
- Powered Flight, The Story of the Century
- Axel Petersen (Doderhultarn)
- The Living Desert
- The Drawings of Leonardo da Vinci